# Henry Haversham Godwin-Austen
Henry Haversham Godwin-Austen (6 de julio de 1834 – 2 de diciembre de 1923), fue un geólogo y topógrafo Inglés. Nacido en Teignmouth, Inglaterra, fue hijo de Robert Alfred Cloyne Godwin - Austen.
Godwin - Austen fue a la Real Academia de Sandhurst, Inglaterra). Entró en el ejército en 1851, llegando al rango de teniente-coronel, y sirvió durante años en Gran Proyecto de Topografía Trigonometrica de la India, retirándose en 1877. Dio gran importancia a la Geología, pero ha sido más reconocido por sus investigaciones sobre la Historia natural de la India y como el escritor de "La región y el agua dulce Mollusca de India" (1882 - 1887). Fue también un ornitólogo, escribiendo varias obras sobre el tema de las que destaca "Aves de Assam" (1870 - 78) y fue el descubridor de varias aves. Algunas de sus obras las escribió con Arthur Hay, 9th Marqués de Tweeddale.
El pico K2 de Karakórum en el Himalaya fue llamado originalmente Monte Godwin-Austen en su honor, pero, en la actualidad se utiliza de forma general el nombre K2. El Glaciar Godwin Austen, que surge al pie de la montaña, en cambio, si se ha mantenido con su nombre.
Godwin-austen fue miembro de las siguientes sociedades británicas:
- Royal Society
- Zoological Society of London
- Royal Geographical Society
- British Ornithologists' Union